# Barbosa (Antioquia)
Barbosa – miasto w Kolumbii, w departamencie Antioquia.